# Glassdoor
Glassdoor est un site Internet où les employés actuels et anciens employés d’entreprises évaluent leur environnement de travail de manière anonyme.

## Histoire
Glassdoor a été fondée en 2007 par Tim Besse, Robert Hohman (PDG) et Rich Barton (fondateur d’Expedia) dans la région de Silicon Valley, le hub technologique des États-Unis. Le siège social de la société a été établi à Mill Valley, au nord de la Baie de San Francisco. Depuis sa fondation, Glassdoor a implanté des bureaux autour des États-Unis, y compris à San Francisco, à Chicago, et à Green, en Ohio. Les bureaux européens de Glassdoor sont situés à Paris, Hambourg, Londres et dans la capitale Irlandaise, Dublin.
Glassdoor a lancé son site de notation d’entreprise en juin 2008. Selon TechCrunch, le site « recueille les avis d'entreprises et les salaires réels des employés de grandes et petites entreprises et les affiche anonymement pour que tous leurs membres puissent les voir. »
Glassdoor décerne le Prix Glassdoor basé sur le retour des employés d'entreprises.

## Utilisation des données de Glassdoor
Glassdoor génère des rapports basés sur les données que ses utilisateurs partagent sur le site. Ces rapports traitent de sujets tels que l’équilibre entre le travail et la vie privée, la rémunération des PDG, les différents bureaux d’entreprises ou la culture d’entreprise. Les données de Glassdoor ont également été utilisées par des sources externes pour produire des estimations concernant les tendances salariales et ainsi que les variations des revenus des entreprises.
En 2015, Tom Lakin, directeur chez Career Design, a produit la première étude de Glassdoor au Royaume-Uni, concluant que Glassdoor et des sites similaires étaient considérés comme des sources d'informations plus fiables que les guides de carrière ou les documents officiels de l'entreprise,.

## Financement
Glassdoor a effectué une première levée de fonds  de 3 millions de dollars de Benchmark, une société de capital-risque américaine responsable du financement de démarrage de nombreuses startups, en 2008, avant de lancer son site Internet. En 2012, Glassdoor a reçu 20 millions de dollars de capital risque suivi par un autre financement de 50 millions de dollars.
En 2015, Glassdoor a levé 70 millions de dollars supplémentaires, grâce à un investissement de Google Capital, ce qui lui a permis d’obtenir une valorisation de près de 1 milliard de dollars.
En 2016, Glassdoor a reçu 40 millions de dollars de plus, ce qui a amené le total des investissements à 200 millions de dollars.

## Remise en cause de l’anonymat
En novembre 2017, la Cour d'appel fédérale des États-Unis a exigé que l'identité des utilisateurs anonymes de Glassdoor soit divulguée aux procureurs enquêtant sur d'éventuelles infractions pénales commises par leurs employeurs. Les enquêteurs ont cherché à parler aux auteurs des critiques qui auraient pu être témoins de délits.
En juin 2022, Glassdoor perd un procès en diffamation l’obligeant à dévoiler l’identité des utilisateurs qui avaient laissé anonymement des commentaires négatifs sur leur ancien employeur Zuru, une entreprise néo-zélandaise fabricante de jouets,.
En 2024, à la suite d’un changement de politique qui exige que tous les utilisateurs vérifient leur identité, des noms réels et d’autres informations personnelles ont été automatiquement ajoutés aux profils des utilisateurs. Selon les conditions générales d’utilisation de Glassdoor, les données sont fournies par des sources tierces et d’autres services similaires,. Bien que les utilisateurs puissent toujours laisser des avis anonymes, le site d'information Ars Technica affirme que cela rend le service vulnérable aux risques de fuites de données en cas de piratage informatique et de citations à comparaître.

## Identités visuelles

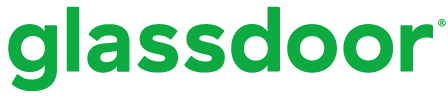
Logo de 2008 à 2023.
Logo depuis 2023.